# Křepkovice
Křepkovice (németül Schrikowitz) Teplá településrésze Csehországban a Karlovy Vary-i kerület Chebi járásában. Központi községétől 4,5 km-re délre fekszik. A 2001-es népszámlálási adatok szerint 23 lakóháza és 49 lakosa van.